# Berliner Extra-Dienst
Der Berliner Extra-Dienst war eine linkssozialistische Publikation, die von 1967 bis 1979 in West-Berlin erschien. Der Extra-Dienst ging aus dem Berliner Extra-Blatt hervor, einer Wochenzeitung, die 1967 in 14 Ausgaben erschienen war, und ging 1979 in die Zeitung Die Neue auf. Der Berliner Extra-Dienst erschien zweimal pro Woche.

## Geschichte und Personen
Am 11. Februar 1967 erschien die erste Ausgabe des Berliner Extra-Blatts. Damit sollte ein publizistisches Gegengewicht zur dominierenden Springer-Presse in Berlin geschaffen werden. Das Vorhaben wurde finanziell von Rudolf Augstein unterstützt, scheiterte aber bereits nach gut drei Monaten, weil die Zeitung an den West-Berliner Kiosken boykottiert wurde. Daraufhin beschloss die Redaktion um Walter Barthel, Martin Buchholz, Carl L. Guggomos und Hannes Schwenger, sich vom Konzept einer Boulevardzeitung zu lösen und künftig einen Informationsdienst herauszugeben: den Berliner Extra-Dienst, der am 20. Mai 1967 erstmals erschien. 1969 hatte er laut Spiegel rund 4.000 Abonnenten. Nach eigenen Angaben 1973 5.500 Abonnenten.
Der Extra-Dienst war von der DDR-Staatssicherheit massiv unterwandert: Geschäftsführer Barthel  war inoffizieller Mitarbeiter, Chefredakteur Carl Guggomos wurde vom MfS als IM „Gustav“ geführt. Der Extra-Dienst, so  enthüllten Stasi-Mitarbeiter nach der Wende, sei vom  MfS „massiv gefördert“  worden und hätte „ohne unsere redaktionellen Beiträge und ohne unser Geld gar nicht leben können“.
Herausgeber des Informationsdienstes war die EXTRA-Dienst GmbH, deren Gesellschafter neben Barthel und Guggomos Klaus Meschkat, Lothar Pinkall und Horst Mahler waren. Mahler, obschon Gesellschafter, beteiligte sich Anfang 1969 gemeinsam mit Johannes Agnoli, Detlef Michel und anderen an einer Kampagne gegen den Extra-Dienst, der ihm zu wenig revolutionär erschien, und rief zur Abo-Kündigung auf. Bald darauf wurde in West-Berlin in erklärter Abgrenzung zum Extra-Dienst ein weiterer Informationsdienst gegründet: die Rote Presse Korrespondenz (RPK).